# Siau jezici
Siau jezici (privatni kod: scho), jedan od dva ogranaka schoutenskih jezika iz Papue Nove Gvineje, koju čini zajedno sa skupinom kairiru-manam. Obuhvaća (7) jezika: 
- Arop-Sissano ili arop [aps], 1.150 (1998).
- Malol ili malolo [mbk], 3.330
- Sera ili ssia, serra [sry], 510 (2000 popis).
- Sissano ili sinama, sinano, sisano [sso], 300 (2000 S. Wurm).
- Tumleo [tmq], 790 (2003 SIL).
- Ulau-Suain ili suain [svb], 2.800 (2003 SIL).
- Yakamul isto i ali [ykm], 3.460 (2003 SIL).

## Vanjske poveznice
- Ethnologue (14th)
- Ethnologue (15th)